# 喬瑟琳·盧科
喬瑟琳·盧科（英語：Jocelyn Luko，1983年10月14日—），渾名為「翻版之之」，在美國夏威夷出生的香港模特兒，是一名美日奧法混血兒。身高172公分，體重48公斤。

## 簡歷
Jocelyn Luko 样子甜美、身材匀称，是一个日本和奥地利的混血儿，出生于美国夏威夷，从六岁起就开始学习芭蕾。她的爱好是瑜珈、阅读、水上运动、田径、徒步旅行。自我调结，保持良好的状态，享受自己的工作是她对生活的理念。
15岁便开始其模特生涯，穿梭欧洲各大城市。
2007年，她凭“翻版關之琳”的名号在香港走红，因不介意性感兼性格友善，一直深受名牌及广告商欢迎。
2008年6月，也即是端午節期間，她和丈夫Anthony Sandstrom於美國夏威夷結婚，場面非常熱鬧。
之後二人合作在各大event以 DJ Antwone 及 DJ Miss Antwone 的身份打碟.

## 工作
在夏威夷出生的Jocelyn是混血儿，不谙中文，对于获封“翻版关之琳”，她坦言二人有少许相似：“我觉得只眼有点像，我很喜欢之之，不过还没见过她真人，只看过相片。 ”她坦言不介意走内衣秀，而且乐在其中，但绝不穿透视装及T-back走秀。
她的职业模特生涯是从被东京最好的模特公司发现开始的。多才多艺的她做过许多全球着名品牌的宣传、电视广告，印刷品，广告牌、产品目录，时装SHOW和主持人。
2014年8月，Jocelyn Luko與丈夫Anthony Sandstrom獲宇宙最強甄子丹和太太汪詩詩旗下公司，獲得成為旗下藝人。

## 慈善活動
她在2001年移居在香港模特兒發展之前，在1997年，14歲開始入行，直至15歲展開模特兒生涯，來到香港發展，之後更多拍攝廣告和行天橋等大型活動。除了在香港和外國增加知名外，有時還會在社會上不遺餘力的。例如她和丈夫Anthony Sandstrom創立Moonlight Foundation Nepal（MFN），目的是改善尼泊爾生活，之後參加慈善攀山活動。

## 參與作品
- 張智霖 《死去活來》 MV